# Бернар I (архиепископ Амбрёна)
Берна́р I (фр. Bernard Ier; умер в 825 или в 826) — архиепископ Амбрёна (810—825/826), местночтимый святой Амбрёнской архиепархии Римско-католической церкви.

## Биография
Управление Бернаром I кафедрой Амбрёна пришлось на время, очень скудно освещённое в современных ему исторических источниках. Главная причина этого — уничтожение бо́льшей части документов в ходе неоднократных разорений земель Прованса, осуществлённых испанскими маврами в VIII — первой трети X века.
Архиепископ Бернар I упоминается в средневековых диптихах Амбрёнской архиепархии как преемник святого Марцелла. Предполагается, что он взошёл на кафедру в 810 году. Концом 811 года датировано завещание императора Карла Великого, в котором тот повелевал после его кончины передать двадцати одной архиепархии Франкского государства, среди них, и Амбрёнской, часть своего личного имущества. На полученные после смерти императора Карла средства архиепископ Бернар построил новый кафедральный собор, названный Нотр-Дам-де-Руа. Утверждения об этом содержатся в булле папы римского Виктора II (1057) и хартии короля Франции Карла VIII (1490).
Церковные предания сообщают несколько дополнительных сведений о жизни Бернара I, но большинство из них историки считают недостоверными. В диптихах Амбрёнской архиепархии Бернар упоминается как святой, однако дата его памяти в них не указана.
Архиепископ Бернар I скончался в 825 или в 826 году. Его преемником на кафедре Амбрёна был Агерик.